# ITunes Match
iTunes Match è un servizio sviluppato dalla Apple Inc. che permette di archiviare tutti i brani presenti in iTunes su iCloud, anche quelli importati da un CD. È stato presentato il 14 novembre 2011 e inizialmente era disponibile solo in America.
È possibile accedere alla libreria su iTunes Match da tutti i dispositivi associati allo stesso ID Apple.
Il servizio ha un costo annuale di € 24,99.
Per chi ha sottoscritto un abbonamento a Apple Music, iTunes Match viene attivato automaticamente.
iTunes Match è disponibile in 116 paesi.

## Limitazioni
Il limite massimo di brani caricabili è 100.000, anche se i brani acquistati non vengono contati. Inoltre, i brani con peso superiore a 200 MB, di durata superiore a 2 ore o con protezione DRM non vengono caricati.